# Беларусь и карабахский конфликт

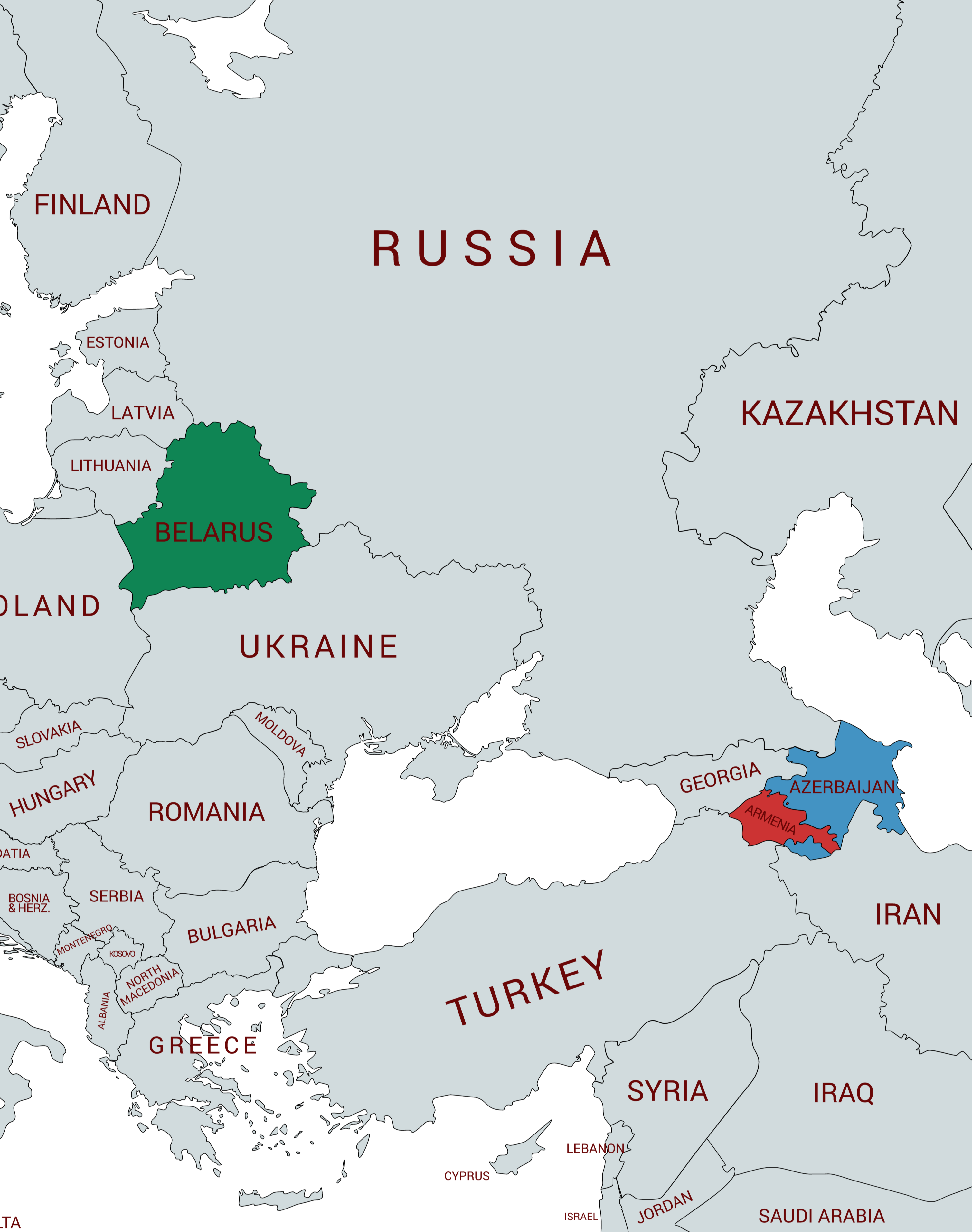
Белоруссия
Армения
Азербайджан

Карабахский конфликт является многолетним противостоянием между Арменией и непризнанной Нагорно-Карабахской Республикой с одной стороны, и Азербайджаном с другой. Камнем преткновения выступает Нагорный Карабах. В данном вопросе Республика Беларусь выступает исключительно за мирное урегулирование, но при этом признаёт спорный регион за азербайджанцами. Правительство страны старается балансировать между враждующими сторонами.

## Политико-дипломатическая сторона

### Официальная позиция правительства
Во внешней политике Белоруссия традиционно выступает за мирное урегулирование любых конфликтов политико-дипломатическими средствами. Это же касается и армяно-азербайджанского противостояния.
С 1992-го Республика Беларусь является членом Минской группы ОБСЕ, единственной активной переговорной площадкой по проблеме Нагорного Карабаха.
В ноябре 2009 года президент Белоруссии Александр Лукашенко достаточно неожиданно выступил с рядом заявлений по вопросу Карабахского кризиса, подчеркивая заинтересованность своей страны участвовать в разрешении и других конфликтов на постсоветском пространстве.
В апреле 2016 года на фоне очередного обострения в регионе пресс-секретарь МИД РБ Дмитрий Мирончик заявил:
Ключевая позиция, из которой исходит белорусская сторона, – это четкий призыв воздерживаться от применения силы или угрозы силой в международных отношениях, как это отражено в Уставе ООН и иных авторитетных международно-правовых документах. Мы уверены, что проблема Нагорного Карабаха может быть разрешена исключительно мирным путём и только в соответствии с общепризнанными принципами и нормами международного права.
В это же время глава государства дал поручения министру обороны Андрею Равкову и министру иностранных дел Владимиру Макею провести консультации с их армянскими и азербайджанскими коллегами. Более того, президент Белоруссии провёл телефонные переговоры с лидером Азербайджана Ильхамом Алиевым и лидером Армении Сержем Саргсяном.
Свою позицию государство сохранило и при Второй Карабахской войне 2020 года, и при столкновениях 2023 года. После падения НКР официальный Минск был наблюдателем за процессом разоружения нагорно-карабахских формирований: 23 сентября 2023 года военный атташе Белоруссии в Азербайджане вместе с коллегами из других стран прибыл в Степанакерт, чтобы ознакомиться с положением.

### Отношения с участниками конфликта
Государство поддерживает тесное политическое и экономическое сотрудничество с обеими сторонами конфликта, балансируя между позициями Армении и Азербайджана. Несмотря на бо́льшую для Беларуси экономическую значимость Азербайджана (как с точки зрения товарооборота, так и с точки зрения сальдо торгового баланса), официальный Минск смог наладить тесные отношения с частью армянской политической и деловой элиты, в частности, с бизнесменом и политиком Гагиком Царукяном. Однако с Арменией возникали некоторые сложности. Так, например, в апреле 2016 года МИД страны пригласил белорусского посла в Ереване для объяснений заявления дипломатов Белоруссии о поддержке территориальной целостности Азербайджана. Армянская сторона подчеркнула глубокое недоумение позицией своих партнёров.

##### Кризис в отношениях с Ереваном
16 мая 2024 года Александр Лукашенко посетил с официальным визитом Азербайджан. После встречи в Баку, он с Ильхамом Алиевым отправился в Нагорный Карабах, из которого к тому времени произошёл полный исход его армянского населения. В разговоре с президентом Алиевым, Лукашенко будучи союзником Армении по ОДКБ заявил:
Я ещё подумал, вспомнил наш разговор перед войной, перед Вашей освободительной войной, когда мы философски рассуждали за обедом вдвоём. Тогда мы пришли к выводу, что в войне победить можно. Это важно. Очень важно удержать эту победу.
Учитывая, что лидер страны-члена Организации Договора о коллективной безопасности фактически признается в обсуждении предстоящей войны против другого участника ОДКБ (Армении) с ее врагом Азербайджаном, корреспондент информационного издания NEWS.am обратилась в секретариат ОДКБ с целью выяснить позицию генерального секретаря организации. Ответ сводился к тому, что заявление лидера Беларуси было сделано в рамках двустороннего диалога, и оно не может быть предметом оценки Генерального секретаря.
13 июня премьер Армении Никол Пашинян заявил, что не поедет в Белоруссию, пока ёе президентом является Александр Лукашенко, поскольку тот поддержал Азербайджан и участвовал в его подготовке к войне за Нагорный Карабах в 2020 году. Согласно ему не поедет не только он, но и другие официальные представители Армении. Также Пашинян потребовал от президента Белоруссии «извинений и объяснений, которые были бы приемлемы для армянского народа». После этого выступления Ереван отозвал своего посла Размика Хумаряна. В ответ Минск для консультаций отозвал своего посла из Армении.

### Значение событий для Белоруссии
Политолог Юрий Шевцов заявлял, что Минский процесс по Карабаху стал важным этапом в истории белорусской внешней политики, так как государство впервые попробовало себя в качестве миротворца.
Как отмечалось в статье «Внешняя политика Республики Беларусь и армяно-азербайджанский конфликт» за авторством Дианы Шибковской, одного из участников республиканской научно-практической конференции молодых аналитиков «Повестка-2015» (проведённой в сентябре 2013), Южный Кавказ и Закавказье для Республики Беларусь являются сверхважными в экономическом и политическом плане. События здесь могут иметь последствия, выходящие далеко за пределы региона, и затрагивать также белорусскую безопасность. Специфическое географическое положение делает Кавказ перманентно потенциальной зоной широкого геополитического конфликта. По этой причине для Белоруссии необходима стабильность и порядок в регионе.
Кандидат политических наук Александр Филиппов связывал необходимость мира на Кавказе с политикой Лукашенко по превращению страны в своего рода региональную Швейцарию, в надёжную площадку для разрешения региональных и даже глобальных проблем. Эксперт также ссылался на «слухи в белорусском истэблишменте», согласно которым главной причиной миротворческих инициатив президента стало награждение американского лидера Барака Обамы Нобелевской премией мира. Якобы глава белорусского государственного дал соответствующие указания министерству иностранных дел обеспечить его награждение аналогичной премией.

## Военная сторона

### Поставки вооружений Азербайджану
С 2000-х годов Республика Беларусь активно поставляет военную продукцию Вооружённым силам Азербайджана, часть из которой была применена в ходе конфликта в Карабахе. В их числе за 2005—2020 гг. имеются 131 ед. Т-72, 11 ед. 2С7 «Пион», 120 ед. Д-30, 2 ед. Т38 «Стилет», ок. 10 ед. В-200 «Полонез», некоторое число «Гроза-С» и «Гроза-6», ПТРК «Скиф» и 11 ед. Су-25.
В 2018-м ключевые поставки в Азербайджан белорусской военной продукции на 195 млн. $ были в августе—сентябре, в 2019 году на 100 млн. $ — в ноябре—декабре.

В ноябре 2018 года пресс-секретарь внешнеполитического ведомства Армении Анна Нагдалян прокомментировала поставки вооружений Азербайджану так:
Мы неоднократно отмечали, что не можем относиться к продаже оружия Азербайджану как к исключительно деловой сделке. Это оружие, которое отнимает жизни наших соотечественников, наших солдат, гражданского населения. Гонка вооружений в нашем регионе весьма опасна. Что касается продажи вооружений Азербайджану со стороны Беларуси, то это наряду с вышеперечисленной озабоченностью также ставит под сомнение всю логику коллективной безопасности, бросает вызов всей логике сотрудничества в рамках ОДКБ и непосредственным образом наносит вред эффективности и авторитету Организации.
Согласно неподтверждённому заявлению президента непризнанной Нагорно-Карабахской Республики Араика Арутюняна, во время Второй Карабахской войны в октябре 2020 года Азербайджан обстрелял город Степанакерт реактивными системами залпового огня белорусского производства «Полонез».
В начале ноября того же года азербайджанцы при помощи белорусского комплекса РЭБ «Гроза-С» уничтожили один армянский беспилотник в Товузском районе. Благодаря комплексам «Гроза-6» были успешно подавлены находившиеся на вооружении Нагорного Карабаха и Армении средства ПВО, включая зенитные ракетные комплексы «Оса», «Тор» и С-300.

### Перспектива участия ВС РБ
В связи с тем, что Белоруссия и Армения являются членами ОДКБ, высказывались мнения о возможности отправки белорусских войск в зону боевых действий.
Формально организация к конфликту отношения не имеет, поскольку НКР — это территория Азербайджана и непризнанная республика, не входящая в ОДКБ. Согласно резолюции 3314 Генасамблеи ООН, деятельность Армении в Карабахе рассматривается как агрессия против Азербайджана. Государства-участники ОДКБ обязуются разрешать все разногласия с другими странами мирными средствами, и в таком случае поддержка армянской армии со стороны организации — это поддержка агрессии, что не соответствует целям Договора о коллективной безопасности.
Проблема обострилась после вступления Армении в Евразийский экономический союз. Отсутствие общей границы между Арменией и другими членами ЕАЭС, согласно политологу Алескандру Филиппову, не благоприятствовало экономической интеграции и вызывало серьёзную обеспокоенность у белорусских властей. Кроме того, существовали опасения, что армянская сторона попытается заручиться военно-политической поддержкой России, в том числе и по линии ЕАЭС. Данные устремления противоречили интересам Белоруссии, которая хотела бы сохранить исключительно экономический характер организации. Правительство понимало, что Россия и Армения могут использовать конфликт как аргумент для усиления роли ОДКБ и/или более тесной интеграции в рамках ЕАЭС.
В июле 2020 года произошли боестолкновения непосредственно на границе двух государств. Тем не менее ОДКБ не предприняла значимых мер, лишь выразила серьёзную озабоченность и подчеркнула необходимость немедленного прекращения огня в зоне своей ответственности. В соответствии с Уставом организации при защите на коллективной основе территориальной целостности и суверенитета государств-членов приоритет отдаётся политическим средствам.
Однако, как отмечал военный аналитик Егор Лебедок, белорусские ВС могли бы попасть в зону конфликта в рамках ОДКБ как миротворцы, при наличии мандата ООН.

## Гуманитарная сторона
В конце 2020 года лидер Азербайджана Ильхам Алиев призвал дружественные страны постсоветского пространства подключиться к восстановлению возвращённых под азербайджанский контроль территорий после Второй Карабахской войны. В апреле 2021-го по итогам переговоров с Александром Лукашенко он заявил, что надеется на участие белорусских компаний в восстановительных работах. Как сказал политик:
Мы знаем опыт белорусских компаний по созданию агропромышленных комплексов. Поэтому в плане восстановления освобождённых территорий эта тема занимает особое место.<..> Мы будем привлекать к работам по восстановлению территорий только компании из дружественных стран. И Беларусь является таковой. Уже компании из трёх дружественных стран работают в проектах по восстановлению Карабаха. Надеемся, что четвёртой страной будет Беларусь.
В свою очередь Лукашенко заявил о готовности создавать вместе предприятия, особенно на территориях, которые отбиты в ходе боевых действий 2020 года. Как отметил министр архитектуры и строительства Белоруссии Руслан Пархамович, именно сельское хозяйство  наиболее сильно заинтересовала азербайджанских коллег. По подобию белорусских агрогородков планируется застройка Нагорного Карабаха. Речь идёт в целом о восстановлении всей инфраструктуры, где предусматривается как жилая застройка, так и социальные объекты. Также шла речь о восстановоении гидроэлектростанций.